# Thisias discoidalis
Thisias discoidalis is een keversoort uit de familie Mycteridae. De wetenschappelijke naam van de soort is voor het eerst geldig gepubliceerd in 1931 door Pic.